# Apple M3
Apple M3 é uma série de processadores SoC (system on a chip) desenvolvido pela Apple como processador e chip gráfico integrado para sua linha de computadores e notebooks. É a terceira geração da arquitetura ARM destinada aos computadores Mac da Apple após a mudança do Intel Core para o chip próprio da Apple, sucedendo ao Apple M2. A Apple anunciou o M3 em 30 de outubro de 2023, em seu evento online "Scary Fast" com tema de Halloween, junto a nova linha de modelos do iMac e do MacBook Pro usando o M3.

## Características
A família de chips M3 é o primeiro design de 3 nm da Apple para desktops e notebooks, sendo fabricado pela TSMC.

### CPU
- M3: Processador de 8 núcleos, sendo 4 núcleos de performance e 4 de eficiência.
- M3 Pro: Processador com 11 ou 12 núcleos, sendo 5 ou 6 núcleos de performance e 6 núcleos de eficiência.
- M3 Max: Processador com 14 ou 16 núcleos, sendo 10 ou 12 núcleos de performance e 4 núcleos de eficiência.

### GPU
A GPU redesenhada inclui recursos como cache dinâmico, mesh shading e ray tracing acelerado por hardware.
A tecnologia Dynamic Caching aloca memória local em tempo real. Ao contrário das abordagens convencionais, o cache dinâmico garante que apenas a quantidade precisa de memória necessária para uma tarefa seja usada, otimizando assim o uso da memória e melhorando potencialmente o desempenho e a eficiência. Isto é particularmente benéfico para tarefas com uso intensivo de gráficos, onde a alocação dinâmica de memória pode ser crítica.

### Memória
A arquitetura de memória unificada do Apple M3 oferece até 24 GB de RAM, o Apple M3 Pro até 36 GB e o Apple M3 Max até 128 GB. Tal como acontece com os SoCs anteriores da série M, a memória RAM é compartilhada tanto para o sistema operacional, quanto para o chip gráfico (GPU).
O M3 Pro e o M3 Max de 14 núcleos têm largura de banda de memória menor do que o M1/M2 Pro e o M1/M2 Max, respectivamente. O M3 Pro tem largura de banda de 150 GB/s contra 200 GB/s do M1 e M2 Pro. O M3 Max de 14 núcleos tem 300 GB/s contra os 400 GB/s de todos os modelos do M1 e M2 Max, enquanto o M3 Max de 16 núcleos tem os mesmos 400 GB/s dos modelos M1 e M2 Max anteriores.

### Outros recursos

#### Video
A série M3 suporta decodificação AV1 de hardware..

#### Inteligência Artificial (AI)
A Apple mirou especificamente no desenvolvimento e nas cargas de trabalho de IA, tanto com o Neural Engine quanto com o aumento da memória máxima (128 GB) do M3 Max, permitindo modelos de IA com grande número de parâmetros.

## Produtos que usam os chips da série M3

### M3
- MacBook Pro (14 polegadas, 2023)
- iMac (24 polegadas, M3, 2023)

### M3 Pro
- MacBook Pro (14 e 16 polegadas, 2023)

### M3 Max
- MacBook Pro (14 e 16 polegadas, 2023)

## Variações
A tabela abaixo mostra os vários SoCs..
| Modelo | Núcleos de CPU (P+E)* | Núcleos de GPU | GPU EU | Unidades gráficas ALU | Núcleos de Motor Neural (AI) | Memória (GB)   | Largura de banda de memória (GB/s) | Transistores |
| ------ | --------------------- | -------------- | ------ | --------------------- | ---------------------------- | -------------- | ---------------------------------- | ------------ |
| M3     | 8 (4+4)               | 8              | 128    | 1024                  | 16                           | 8, 16, or 24   | 102.4                              | 25 bilhões   |
| M3     | 8 (4+4)               | 10             | 160    | 1280                  | 16                           | 8, 16, or 24   | 102.4                              | 25 bilhões   |
| M3 Pro | 11 (5+6)              | 14             | 224    | 2048                  | 16                           | 18 or 36       | 153.6                              | 37 bilhões   |
| M3 Pro | 12 (6+6)              | 18             | 288    | 2304                  | 16                           | 18 or 36       | 153.6                              | 37 bilhões   |
| M3 Max | 14 (10+4)             | 30             | 480    | 3840                  | 16                           | 36 or 96       | 307.2                              | 92 bilhões   |
| M3 Max | 16 (12+4)             | 40             | 640    | 5120                  | 16                           | 48, 64, or 128 | 409.6                              | 92 bilhões   |

* (Performance + eficiência energética)